# Laisren di Leighlin
Laisren, o Molaise (... – 18 aprile 639), è stato abate e vescovo di Leighlin. Il suo culto come santo è stato confermato da papa Leone XIII nel 1902.

## Biografia
Figlio di Vesta e Maithgenn, trascorse l'infanzia in Scozia e visse per quattordici anni a Roma, sotto il pontificato di Gregorio Magno. Ricevuti gli ordini sacri, rientrò in patria ed entrò nel monastero di Leighlin, dove l'abate Gobbano rinunciò in suo favore alla guida della comunità: Laisren preferì trasferirsi in un altro monastero, sempre a Leighlin.
In un sinodo irlandese del 630, difese il metodo romano di calcolare la data della Pasqua contro la tradizione celtica e fu inviato a Roma da papa Onorio I: riuscì a ottenere nell'Irlanda meridionale una certa conformità agli usi liturgici latini.

## Il culto
Papa Leone XIII, con decreto del 19 giugno 1902, ne confermò il culto con il titolo di santo.
Il suo elogio si legge nel martirologio romano al 18 aprile.